# 超新星早期警報システム
超新星早期警報システム（ちょうしんせいそうきけいほうシステム、Supernova Early Warning System、SNEWS）は、銀河系または大マゼラン雲やおおいぬ座矮小銀河等の近隣銀河で超新星が発生した際に天文学者に対して早期に警告を発するために設計された、ニュートリノ検出器のネットワークである。赤色巨星の核が崩壊する際には、大量のニュートリノが生産される。現在のモデルでは、超新星の光のピークが来る前にニュートリノが放出されるため、ニュートリノの検出によって超新星がまもなく見えるようになることを警告することができる。超新星SN 1987Aからのニュートリノのパルスは、光子が届く3時間前にニュートリノが検出された（ただし、この頃はSNEWSはまだ稼働していなかった）。
イタリアのBorexino、日本のスーパーカミオカンデ、イタリアのLVD(en:Large Volume Detector)、カナダのSNO(en:Sudbury Neutrino Observatory)、南極のアイスキューブ・ニュートリノ観測所が現在のメンバーである。2011年6月時点で、SNEWSはまだ超新星の警報を発していない。